# Kypros Nicolaides
Kypros Nicolaides (Paphos, 1953) is een Grieks-Cypriotisch gynaecoloog en verloskundige en pionier in prenataal onderzoek. Hij is professor of Fetal Medicine in King's College London sinds 1991.
Nicolaides werd geboren in Cyprus en studeerde geneeskunde aan de School of Medicine and Dentistry van King's College in Londen. 
Hij is directeur van het Harris Birthright Centre of Fetal Medicine en van de dienst Prenatale Geneeskunde in het King’s College Hospital, een wereldwijd erkend belangrijk centrum voor foetale geneeskunde.

## Erkenning
In 1999 ontving hij de Ian Donald Gold Medal van de International Society of Ultrasound in Obstetrics and Gynecology. Kypros Nicolaides ontving in 2019 een eredoctoraat van de KU Leuven.